# Ruda (otok)
Koordinati:   42°42′36″N, 17°55′39″E
Ruda je majhen nenaseljen otoček v Jadranskem morju (Hrvaška).
Ruda je otoček iz skupine Elafitskih otokov. Otoček leži med Lopudom im Šipanom, od katerega je oddaljen okoli 1 km. Njegova površina meri 0,296 km². Dolžina obalnega pasu je 2,37 km. Najviški vrh je visok 81 mnm.